# 1974年亞洲運動會游泳比賽
1974年亚洲运动会游泳比赛于1974年9月2日至9月7日在伊朗德黑兰阿爾亞梅赫爾游泳池举行。

## 获奖者

### 男子
| 赛事                 | 金牌                      | 金牌        | 银牌                        | 银牌     | 铜牌                        | 铜牌     |
| 100 m 自由泳         | 丹·布雷纳 · 以色列（ISR） | 55.56       | 林森林 · 中国（CHN）        | 55.91    | 饭田彰 · 日本（JPN）        | 56.31    |
| 200 m 自由泳         | 堀内行夫 · 日本（JPN）    | 2:01.68     | 赵五连 · 韩国（KOR）        | 2:01.97  | 丹·布雷纳 · 以色列（ISR）   | 2:02.61  |
| 400 m 自由泳         | 赵五连 · 韩国（KOR）      | 4:17.93 GR  | 小野修司 · 日本（JPN）      | 4:21.67  | 坂元要 · 日本（JPN）        | 4:23.84  |
| 1500 m 自由泳        | 赵五连 · 韩国（KOR）      | 17:18.72 GR | 小野修司 · 日本（JPN）      | 17:28.60 | 埃·博尔哈 · 菲律宾（PHI）   | 17:41.81 |
| 100 m 仰泳           | 本多忠 · 日本（JPN）      | 1:01.19 GR  | 赫·罗萨里奥 · 菲律宾（PHI） | 1:03.04  | 山本敏光 · 日本（JPN）      | 1:03.76  |
| 200 m 仰泳           | 本多忠 · 日本（JPN）      | 2:15.34     | 赫·罗萨里奥 · 菲律宾（PHI） | 2:15.87  | 山本敏光 · 日本（JPN）      | 2:18.39  |
| 100 m 蛙泳           | 田口信教 · 日本（JPN）    | 1:06.49     | 卢焕开 · 中国（CHN）        | 1:09.00  | 上田贤一 · 日本（JPN）      | 1:10.18  |
| 200 m 蛙泳           | 田口信教 · 日本（JPN）    | 2:30.06     | 丁有财 · 中国（CHN）        | 2:33.08  | 上田贤一 · 日本（JPN）      | 2:35.22  |
| 100 m 蝶泳           | 原秀章 · 日本（JPN）      | 58.21 GR    | 罗兆应 · 中国（CHN）        | 58.44    | 驹崎康弘 · 日本（JPN）      | 58.81    |
| 200 m 蝶泳           | 驹崎康弘 · 日本（JPN）    | 2:08.14 GR  | 原秀章 · 日本（JPN）        | 2:08.83  | 罗兆应 · 中国（CHN）        | 2:12.31  |
| 200 m 个人混合泳     | 佐佐木二郎 · 日本（JPN）  | 2:14.41 GR  | 柳馆毅 · 日本（JPN）        | 2:15.31  | 海·海图利亚 · 菲律宾（PHI） | 2:15.32  |
| 400 m 个人混合泳     | 柳馆毅 · 日本（JPN）      | 4:49.41 GR  | 佐佐木二郎 · 日本（JPN）    | 4:50.62  | 罗兆应 · 中国（CHN）        | 4:59.07  |
| 4 × 100 m 自由泳接力 | 日本                      | 3:43.13     | 中国                        | 3:44.96  | 菲律宾                      | 3:50.91  |
| 4 × 200 m 自由泳接力 | 日本                      | 8:16.05     | 中国                        | 8:28.29  | 菲律宾                      | 8:31.48  |
| 4 × 100 m 混合泳接力 | 日本                      | 4:01.66 GR  | 中国                        | 4:08.70  | 菲律宾                      | 4:11.30  |

### 女子
| 赛事                 | 金牌                   | 金牌       | 银牌                     | 银牌    | 铜牌                      | 铜牌    |
| 100 m 自由泳         | 西侧由美 · 日本（JPN） | 1:01.63    | 大泽元子 · 日本（JPN）   | 1:02.90 | 孙宝全 · 新加坡（SIN）    | 1:04.61 |
| 200 m 自由泳         | 西侧由美 · 日本（JPN） | 2:12.91 GR | 中村房枝 · 日本（JPN）   | 2:17.85 | 孙宝全 · 新加坡（SIN）    | 2:19.59 |
| 400 m 自由泳         | 中村房枝 · 日本（JPN） | 4:48.73 GR | 孙宝全 · 新加坡（SIN）   | 4:48.77 | 酒井敦子 · 日本（JPN）    | 4:53.30 |
| 100 m 仰泳           | 松村铃子 · 日本（JPN） | 1:09.57    | 须藤妙子 · 日本（JPN）   | 1:12.32 | 姚素明 · 新加坡（SIN）    | 1:13.85 |
| 100 m 蛙泳           | 春冈淑子 · 日本（JPN） | 1:19.16    | 山本容子 · 日本（JPN）   | 1:20.06 | 南·迪亚诺 · 菲律宾（PHI） | 1:20.48 |
| 200 m 蛙泳           | 春冈淑子 · 日本（JPN） | 2:51.61    | 山本容子 · 日本（JPN）   | 2:53.72 | 南·迪亚诺 · 菲律宾（PHI） | 2:54.92 |
| 100 m 蝶泳           | 初田恭江 · 日本（JPN） | 1:05.48 GR | 竹本由加里 · 日本（JPN） | 1:08.00 | 郑倩茹 · 新加坡（SIN）    | 1:09.58 |
| 200 m 个人混合泳     | 西侧由美 · 日本（JPN） | 2:26.20 GR | 竹本由加里 · 日本（JPN） | 2:31.60 | 南·迪亚诺 · 菲律宾（PHI） | 2:40.30 |
| 4 × 100 m 自由泳接力 | 日本                   | 4:09.82 GR | 中国                     | 4:21.77 | 新加坡                    | 4:22.53 |
| 4 × 100 m 混合泳接力 | 日本                   | 4:35.04 GR | 新加坡                   | 4:52.20 | 菲律宾                    | 4:55.99 |

## 奖牌榜
| 排名                     | 国家 / 地区              | 金牌 | 銀牌 | 銅牌 | 总计 |
| ------------------------ | ------------------------ | ---- | ---- | ---- | ---- |
| 1                        | 日本（JPN）              | 22   | 12   | 8    | 42   |
| 2                        | 韩国（KOR）              | 2    | 1    | 0    | 3    |
| 3                        | 以色列（ISR）            | 1    | 0    | 1    | 2    |
| 4                        | 中国（CHN）              | 0    | 8    | 2    | 10   |
| 5                        | 菲律宾（PHI）            | 0    | 2    | 9    | 11   |
| 6                        | 新加坡（SIN）            | 0    | 2    | 5    | 7    |
| 总计（共6个国家 / 地区） | 总计（共6个国家 / 地区） | 25   | 25   | 25   | 75   |